# Capo Horn
Capo Horn (in spagnolo Cabo de Hornos) viene indicato convenzionalmente come il punto più meridionale del Sudamerica, tra Oceano Atlantico a est e Oceano Pacifico a ovest, puntando a sud verso l'Oceano Antartico e il continente antartico.

## Descrizione
Situato nell'arcipelago della Terra del Fuoco, nell'isola detta di capo Horn, non è in realtà il punto più meridionale del sud America continentale che è rappresentato invece da Capo Froward. A circa 100 km a sud-ovest di Capo Horn si trovano poi le piccole isole Diego Ramírez, anch'esse considerate uno dei punti più a meridione dell'America del Sud.
Venne doppiato per la prima volta dagli europei il 26 gennaio 1616. L'impresa riuscì alla spedizione olandese di Willem Schouten e Jacob Le Maire che lo battezzarono Kaap Hoorn in onore della città di Hoorn, luogo di nascita di Schouten.
Capo Horn è noto per le spesso avverse condizioni climatiche che rendono difficile il doppiarlo con imbarcazioni a vela. 
Le acque aperte del canale di Drake, a sud del capo, offrono ampi spazi di manovra, mentre lo stretto di Magellano, attraverso le isole della Terra del Fuoco, può offrire un passaggio lento e difficoltoso. La prima baleniera che lo attraversò fu la Beaver.

## Geografia
Il capo si trova nelle acque territoriali del Cile e la Marina di quel Paese è rappresentata dal guardiano del faro che vi abita con la famiglia e che sovrintende la zona.
La stazione governativa consiste di una residenza, delle rimesse, una cappella e il faro. A breve distanza dalla stazione principale si trova una grande scultura che rappresenta la silhouette di un albatros. Il terreno è completamente privo di alberi, anche se la vegetazione è comunque presente grazie alle frequenti precipitazioni (il capo è spesso avvolto nella foschia e nella nebbia, essendo il tasso d'umidità dell'atmosfera sempre compreso tra il 70 e il 95 percento).
La piattaforma continentale americana si trova a sole 86 miglia da Capo Horn (circa 140 km a sud). Qui, il fondale dello stretto di Drake sale da 4.000 a 100 m di profondità in poche miglia. Questa impressionante differenza di profondità marina, unitamente alla forza dei venti circumpolari crea onde che spesso hanno il carattere della micidiale onda anomala, ragion per cui Capo Horn è considerato un "cimitero di navi".
I suoi venti terribili, infatti, soffiano tra i 160 e i 220 km/h e la grande massa d'acqua che vi confluisce fa scontrare le correnti atlantiche con quelle pacifiche. I forti venti sono dovuti alle correnti d'aria da ovest che corrono lungo l'Oceano Australe, che poi colpiscono la catena delle Ande in Cile e sono forzate ad accelerare intorno a capo Horn, una roccia dalla forma semilunare ben definita, che cresce a picco dalle acque gelide, in altezza, avvicinandovisi progressivamente.
Esso segna il confine nord del passaggio di Drake, un braccio di mare tra Antartide e Terra del Fuoco, largo 440 miglia nautiche (quasi 815 km) che si abbassa drasticamente di profondità, così da creare un varco stretto tra il Sud America e l'Antartide. I forti venti sono spesso accompagnati da onde spaventose, che qui diventano ancora più impressionanti per la grande estensione dell'Oceano del Sud, che spesso è spinta da un regime di venti da ovest a forzare attraverso il passaggio di Drake. La Marina Cilena ha registrato qui onde con altezze superiori ai 20 metri e non sono rari gli iceberg alla deriva. La temperatura dell'aria è di 12 °C in estate (a gennaio) e di -5 °C in inverno (a luglio). La temperatura dell'acqua, invece, è sempre di 2 °C. La zona di Capo Horn è spesso avvolta in foschia se non in vera e propria nebbia.
La peculiarità ambientale del Capo Horn è protetta da entrambi gli Stati che si affacciano sulle acque del capo: in Cile è stato istituito il parco nazionale Capo Horn e in Argentina il parco nazionale Terra del Fuoco.
Attraversare Capo Horn è considerato nello sport della vela l'equivalente di una scalata dell'Everest. La Pamir è stata l'ultima nave a vela mercantile a doppiare Capo Horn ed esistono associazioni internazionali di coloro che con un'imbarcazione a vela sono riusciti nell'impresa (i Cap-hornier). Tutte le principali regate attorno al mondo lo attraversano con il vento dominante ad eccezione della Global Challenge.

## Nella musica
Nella musica leggera italiana Capo Horn è citata nel titolo dell'album di Jovanotti Lorenzo 1999 - Capo Horn, nel testo del brano Velasquez di Roberto Vecchioni, contenuto nell'album Elisir, nel brano L'ultima Thule contenuto nell'omonimo album di Francesco Guccini e nel testo della canzone Titoli Di Coda del rapper milanese Caneda. 
Il Capo è citato nel brano dei Procol Harum A Salty Dog e anche nella canzone Valparaiso di Sting. Il brano n. 4 dei Cinque studi australi (2002-2003) per pianoforte di Ivan Fedele s'intitola Cap Horn. Infine, nel 2025, Bresh pubblica il suo album "Mediterraneo" che contiene una traccia denominata "Capo Horn" con la collaborazione di Tedua

## Galleria d'immagini

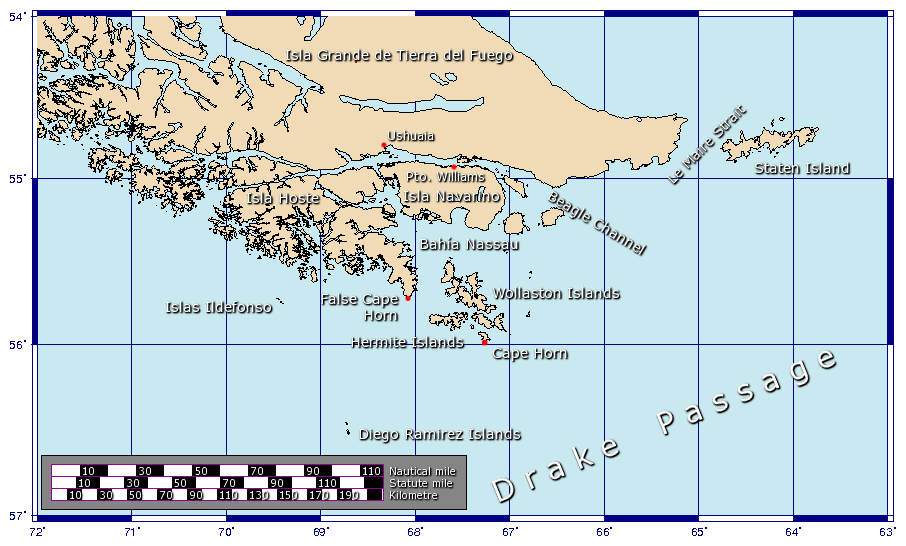
Capo Horn
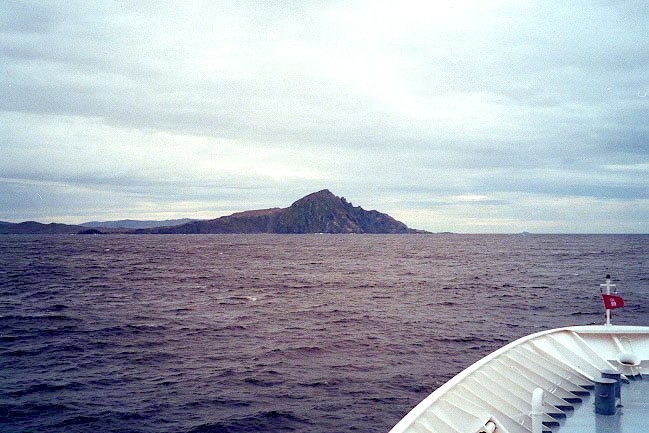
Avvicinamento a Capo Horn da sud-ovest
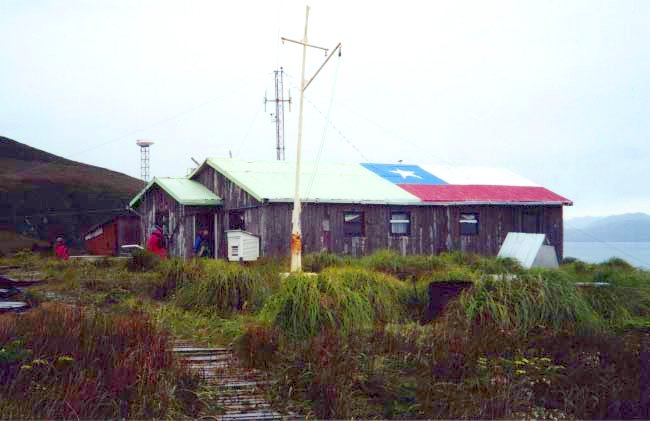
Edificio principale della stazione cilena
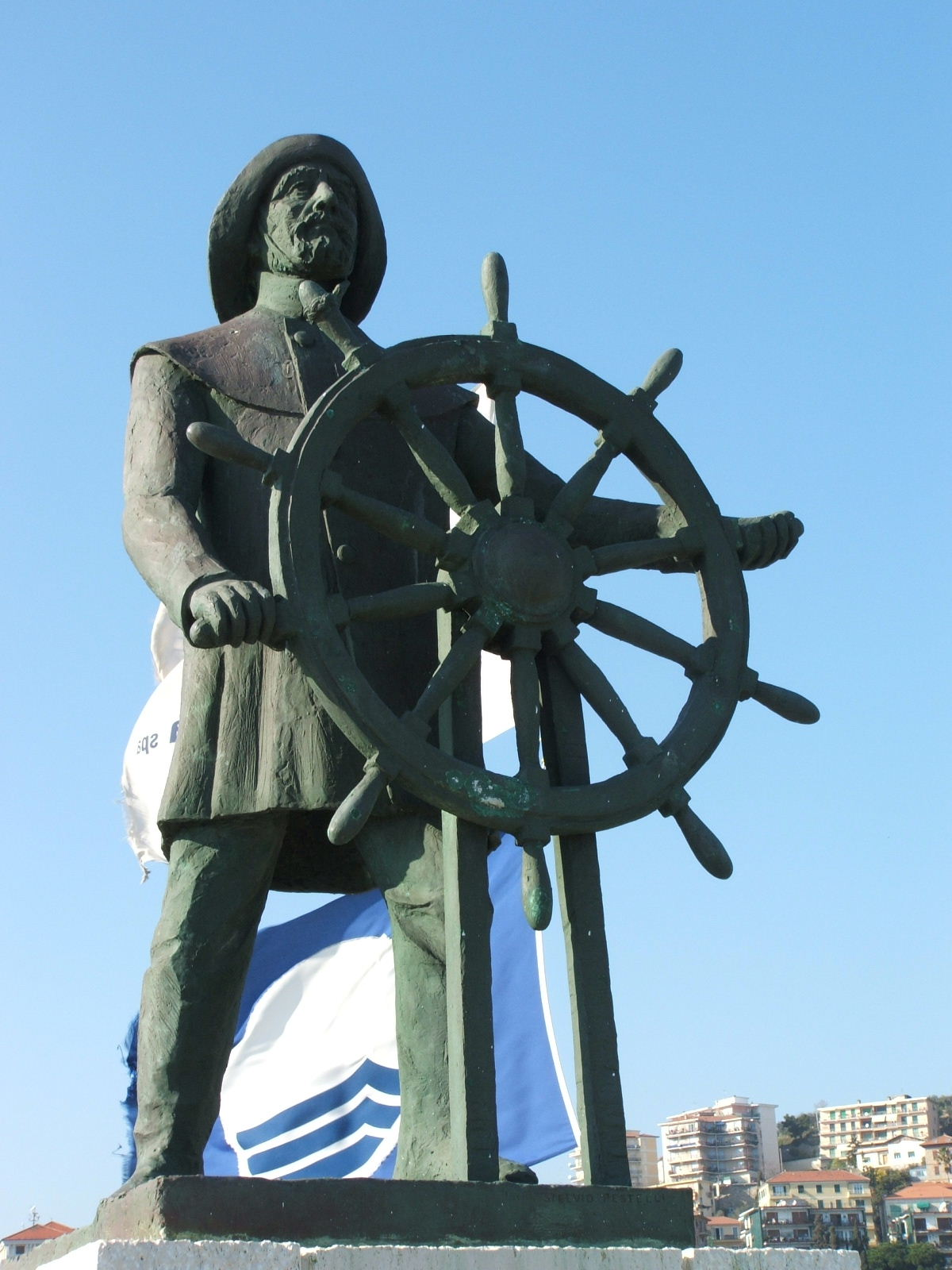
Monumento ai naviganti di Capo Horn al porto di Borgo Marina, Porto Maurizio (Imperia)